# 파블로 카사도

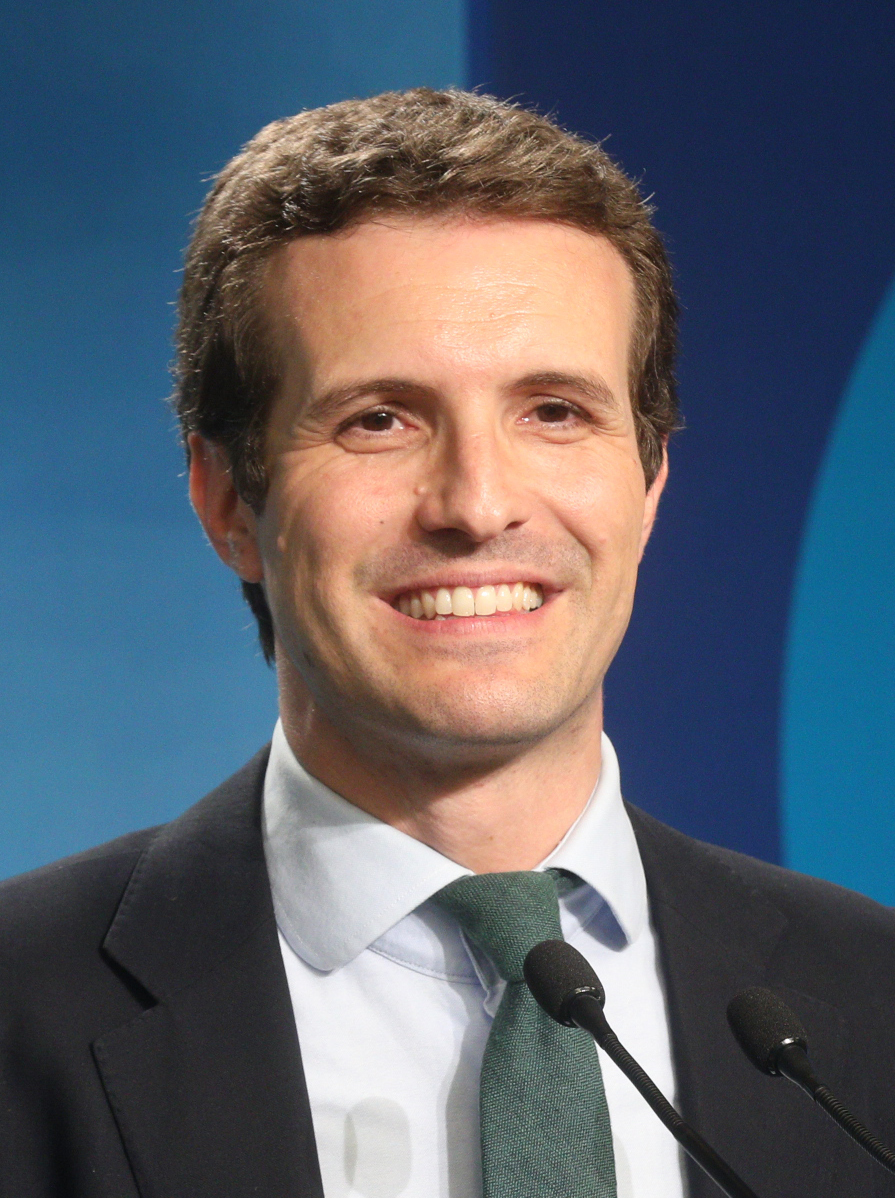
파블로 카사도

파블로 카사도 블랑코(스페인어: Pablo Casado Blanco, 1981년 2월 1일 ~ )는 스페인의 정치인이다. 2011년부터 2019년까지 아빌라 선거구, 2019년부터는 마드리드 선거구의 국회의원을 지내고 있다. 2015년부터 2018년까지 국민당의 통신사무부총장을 지냈으며, 2018년 7월 당대표로 선출되어 2022년 4월까지 재임했다.